# Denis Igorewitsch Zargusch
Denis Igorewitsch Zargusch (russisch Денис Игоревич Царгуш; * 1. September 1987 in Gudauta, Abchasische ASSR, UdSSR) ist ein russischer Ringer, Weltmeister 2009 im freien Stil im Weltergewicht.

## Werdegang
Denis Zargusch wurde in Abchasien geboren und kam 1997 nach Moskau. Dort begann er mit dem Ringen und wurde, nachdem er in die russische Armee eingetreten war, Mitglied von ZSKA Moskau. Er konzentriert sich ganz auf den freien Stil und wird von Islam Kalajew trainiert.
Seinen ersten großen Erfolge feierte Denis Zargusch im Jahre 2004, als er in Istanbul Junioreneuropameister (Cadets) im Weltergewicht wurde. Diesem Erfolg ließ er im Jahre 2007 bei der Juniorenweltmeisterschaft (Juniors) in Peking einen weiteren folgen. Er holte sich dort den Weltmeistertitel im Weltergewicht mit Siegen über Gocha Lomatidse aus Georgien, Jake Kerr aus den Vereinigten Staaten, Sasuke Takatari, Japan u. Ayhan Sucu, Türkei. Zwischenzeitlich gewann er im Jahre 2006 in Baku auch den Titel bei der CISM-Militär-Weltmeisterschaft vor dem Deutschen Peter Weisenberger.
Denis Zargusch hatte sich bis zum Jahre 2007 auch in Russland in die Spitzenklasse der Freistilringer vorgekämpft. In seiner Gewichtsklasse, dem Weltergewicht, hatte er dort allerdings in dem dreifachen Olympiasieger Buwaissar Saitijew und in dem mehrfachen Weltmeister Machatsch Murtasalijew zwei Weltklasseringer vor sich, die er bis dato nicht überholen konnte. So belegte er beispielsweise beim „Iwan-Jarigin“-Turnier 2008 in Krasnojarsk, dem wichtigsten internationalen Turnier in Russland, im Weltergewicht den 3. Platz hinter Murtasalijew und Saitijew. Beim Weltcup 2008 in Wladikawkas, der in Form eines Länderturnieres ausgetragen wurde, kam er im Kampf Russland gegen die USA zum Einsatz und besiegte dort Ben Askren nach Punkten (1:0 u. 4:0). Bei den Olympischen Spielen 2008 startete Buwaissar Saitijew für Russland und gewann dort seine dritte Goldmedaille.
Als Buwaissar Saitijew Ende 2008 endgültig vom Leistungssport zurücktrat und sich Machatsch Murtasalijew im Sommer 2009 verletzte, war der Weg für einen Start bei der Weltmeisterschaft 2009 in Herning für Denis Zargusch frei. Er rechtfertigte dort das Vertrauen, das die russische Mannschaftsführung in ihn setzte und wurde mit Siegen über Ender Coşkun, Türkei, Bi Shengfeng, China, Murad Hajdarau, Belarus, Sadegh Gourdarzi, Iran und Çamsulvara Çamsulvarayev aus Aserbaidschan Weltmeister im Weltergewicht. Er ist damit der erste Abchase, der diesen Titel gewann.
Auch im Jahre 2010 dominierte Denis Zargusch bei den internationalen Meisterschaften. Bei der Europameisterschaft in Baku holte er sich mit einem Finalsieg über Kiril Tersiew aus Bulgarien den Titel und auch bei der Weltmeisterschaft dieses Jahres in Moskau siegte er. Dabei schlug er in den entscheidenden Kämpfen Krystian Brzozowski aus Polen, Gábor Hatos aus Ungarn und Sadegh Gourdarzi. Im März 2011 setzte er bei der Europameisterschaft in Dortmund diese Siegesserie fort. Er schlug dort im Finale Musa Murtasalijew aus Armenien und wurde wieder Europameister.
Bei der Weltmeisterschaft 2011 in Istanbul traf Denis Zargusch in seinem zweiten Kampf auf den neuen US-amerikanischen Superstar Jordan Burroughs, gegen den er nach hartem Kampf mit 1:2 Runden bei 4:4 Punkten knapp unterlag. In der Trostrunde besiegte er zunächst Dmytro Rochnjak aus der Ukraine, musste sich aber dann auch dem Kubaner Ricardo Antonio Robertty Moreno knapp nach Punkten geschlagen geben (1:2 Runden, 1:3 Punkte), womit er ausschied und nur den 11. Platz belegte.
Beim Golden-Grand-Prix in Krasnojarsk bestätigte Denis Zargusch seine führende Position unter den russischen Ringern. Er belegte dort den 1. Platz, wobei er im Finale den früheren Olympiasieger Adam Saitijew besiegte. Auch bei der Europameisterschaft in Belgrad dominierte er wieder und gewann mit Siegen über Oleg Motsalin, Griechenland, Gábor Hatos, Ungarn, Oleh Bylozerkywskyj, Ukraine und Dawit Chuzischwili, Georgien wieder den Titel. In London nahm Denis Zargusch dann erstmals an Olympischen Spielen teil. Er siegte dort im Weltergewicht über Əşrəf Əliyev aus Aserbaidschan und Dawit Chuzischwili, unterlag dann knapp gegen Weltmeister Jordan Burrougs (1:2 Runden, 4:5 Punkte) und sicherte sich schließlich mit einem Punktsieg über Matthew Gentry aus Kanada eine olympische Bronzemedaille.
Nach den Olympischen Spielen 2012 in London legte Denis Zargusch eine etwas längere Wettkampfpause ein. Im Juni 2013 startete er bei der russischen Meisterschaft und kam dabei im Weltergewicht auf den 3. Platz. Im Juli 2013 wurde er bei der Universiade in Kasan eingesetzt und wurde dort vor Cəbrayıl Həsənov Studentenweltmeister.

## Internationale Erfolge
| Jahr | Platz  | Wettbewerb                                                         | Gewichtsklasse | |
| 2004 | 1.     | Junioren-EM (Cadets) in Istanbul                                   | Welter         | vor Faruk Pazarlioğlu, Türkei u. Serhij Reksworh, Ukraine |
| 2006 | 3.     | "Dave-Schultz"-Memorial in Colorado Springs                        | Welter         | hinter Joe Williams, USA u. Nikolaj Paslar, Bulgarien |
| 2006 | 1.     | CISM-Militär-WM in Baku                                            | Welter         | vor Peter Weisenberger, Deutschland u. Erhan Cihanhangiroğlu, Türkei |
| 2007 | 2.     | "Iwan-Jarigin"-Memorial in Krasnojarsk                             | Welter         | hinter Machatsch Murtasalijew, Russland, vor Sergei Witkowski, Russland u. Scott Owen, USA |
| 2007 | 2.     | Weltcup in Krasnojarsk                                             | Welter         | hinter Soslan Tigiyev, Usbekistan, vor Don Pritzlaff, USA |
| 2007 | 1.     | Junioren-WM (Juniors) in Peking                                    | Welter         | mit Siegen über Gocha Lomtatidse, Georgien, Jake Kerr, USA, Sasuke Takatari, Japan u. Ayhan Sucu, Türkei |
| 2007 | 3.     | CISM-Militär-WM in Hyderabad                                       | Welter         | hinter Ahmet Gülhan, Türkei u. Aljaksandr Motyl, Belarus, gemeinsam mit Peter Weisenberger |
| 2008 | 3.     | "Iwan-Jarigin"-Memorial in Krasnojarsk                             | Welter         | hinter Machatsch Murtasalijew u. Buwaissar Saitijew, bde. Russland |
| 2008 | 1.     | "New-York-Athletik-Club-Open" in New York                          | Welter         | vor Muzaffar Abdurahmanov, Usbekistan u. Ramica Blackmon, USA |
| 2009 | 5.     | Weltcup in Teheran                                                 | Welter         | hinter Çamsulvara Çamsulvarayev, Aserbaidschan, Yunieski Blanco Mora, Kuba, Dmytro Kommissar, Ukraine u. Sadegh Saeed Goudarzi, Iran                                                                           |
| 2009 | 1.     | Großer Preis von Italien in Sassari                                | Welter         | vor Matt Djentri, Kanada, Miroslaw Dekun, England u. Oleg Moscalin, Griechenland |
| 2009 | 1.     | WM in Herning                                                      | Welter         | mit Siegen über Ender Coşkun, Türkei, Bi Shengfeng, China, Murad Hajdarau, Belarus, Sadegh Saed Goudarzi u. Çamsulvara Çamsulvarayev                                                                           |
| 2010 | 1.     | "Iwan-Jarigin"-Memorial (Golden-Grand-Prix-Turnier) in Krasnojarsk | Welter         | vor Alexander Gostijew, Aniuar Gedujew u. Kamal Malikow, alle Russland |
| 2010 | 1.     | EM in Baku                                                         | Welter         | nach Siegen über Philipp Crepaz, Österreich, Batuhan Demirçin, Türkei, Gela Saghiraschwili, Georgien u. Kiril Tersiew, Bulgarien                                                                               |
| 2010 | 1.     | "Henri-Deglane"-Turnier in Nizza                                   | Welter         | vor Alex Brown Theriaut, Kanada u. Travis Paulson, USA |
| 2010 | 1.     | WM in Moskau                                                       | Welter         | nach Siegen über Roman Dermenji, Moldawien, Lee Yan-suk, Südkorea, Krystian Brzozowski, Polen, Gábor Hatos, Ungarn und Sadegh Saeed Goudarzi                                                                   |
| 2011 | 1.     | EM in Dortmund                                                     | Welter         | nach Siegen über Luca Lampis, Frankreich, Gábor Hatos, Aqil Quliyev, Aserbaidschan u. Musa Murtasalijew, Armenien                                                                                              |
| 2011 | 1.     | Großer Preis von Spanien in Madrid                                 | Welter         | vor Ender Coşkun, Türkei, Alexander Lapschin, Russland und Chris Laverick, Kanada |
| 2011 | 11.    | WM in Istanbul                                                     | Welter         | nach einem Sieg über Pürewdschawiin Önörbat, Mongolei, einer Niederlage gegen Jordan Burroughs, USA, einem Sieg über Dmytro Rochnjak, Ukraine und einer Niederlage gegen Ricardo Antonio Robertty Moreno, Kuba |
| 2012 | 1.     | Golden-Grand-Prix in Krasnojarsk                                   | Welter         | vor Adam Saitijew, Dauren Kuruglijew und Aniuar Gedujew, alle Russland |
| 2012 | 1.     | EM in Belgrad                                                      | Welter         | nach Siegen über Oleg Motsalin, Griechenland, Gábor Hatos, Ungarn, Oleh Bylozerkywskyj, Ukraine und Dawit Chuzischwili, Georgien                                                                               |
| 2012 | Bronze | OS in London                                                       | Welter         | nach Siegen über Əşrəf Əliyev, Aserbaidschan und Dawit Chuzischwili, einer Niederlage gegen Jordan Burrougs und einem Sieg über Matthew Gentry, Kanada                                                         |
| 2013 | 1.     | Universiade in Kasan                                               | Welter         | vor Cəbrayıl Həsənov, Aserbaidschan, David Taylor, USA und Zaur Efendijev, Serbien |

## Russische Meisterschaften
| Jahr | Platz | Gewichtsklasse | Ergebnisse                                                  |
| 2010 | 1.    | Welter         | vor Ruslan Walijew, Irbek Farnijew und Salimchan Parangajew |
| 2012 | 1.    | Welter         | vor Adam Saitijew, Kamil Malik und Gadschi Gadschijew       |
| 2013 | 3.    | Welter         | hinter Tamar Chubezki und Azamas Sanakojew                  |
| 2014 | 1.    | bis 74 kg      | vor Jakub Schichdschamalow, Kamal Malikow und Saur Makijew  |

## Erläuterungen
- alle Wettkämpfe im freien Stil
- OS = Olympische Spiele, WM = Weltmeisterschaft, EM = Europameisterschaft
- Weltergewicht bis 74 kg Körpergewicht